# Cylindromyia nigricosta
Cylindromyia nigricosta är en tvåvingeart som beskrevs av Malloch 1930. Cylindromyia nigricosta ingår i släktet Cylindromyia och familjen parasitflugor. Inga underarter finns listade i Catalogue of Life.